# Scaphytopius nigriviridis
Scaphytopius nigriviridis är en insektsart som beskrevs av Ball 1909. Scaphytopius nigriviridis ingår i släktet Scaphytopius och familjen dvärgstritar. Inga underarter finns listade i Catalogue of Life.